# Stefan Marian Stoiński
Stefan Marian Stoiński (ur. 29 sierpnia 1891 w Obornikach , zm. 26 grudnia 1945 w Bytomiu) – polski etnograf, dyrygent, kompozytor i pedagog.

## Życiorys

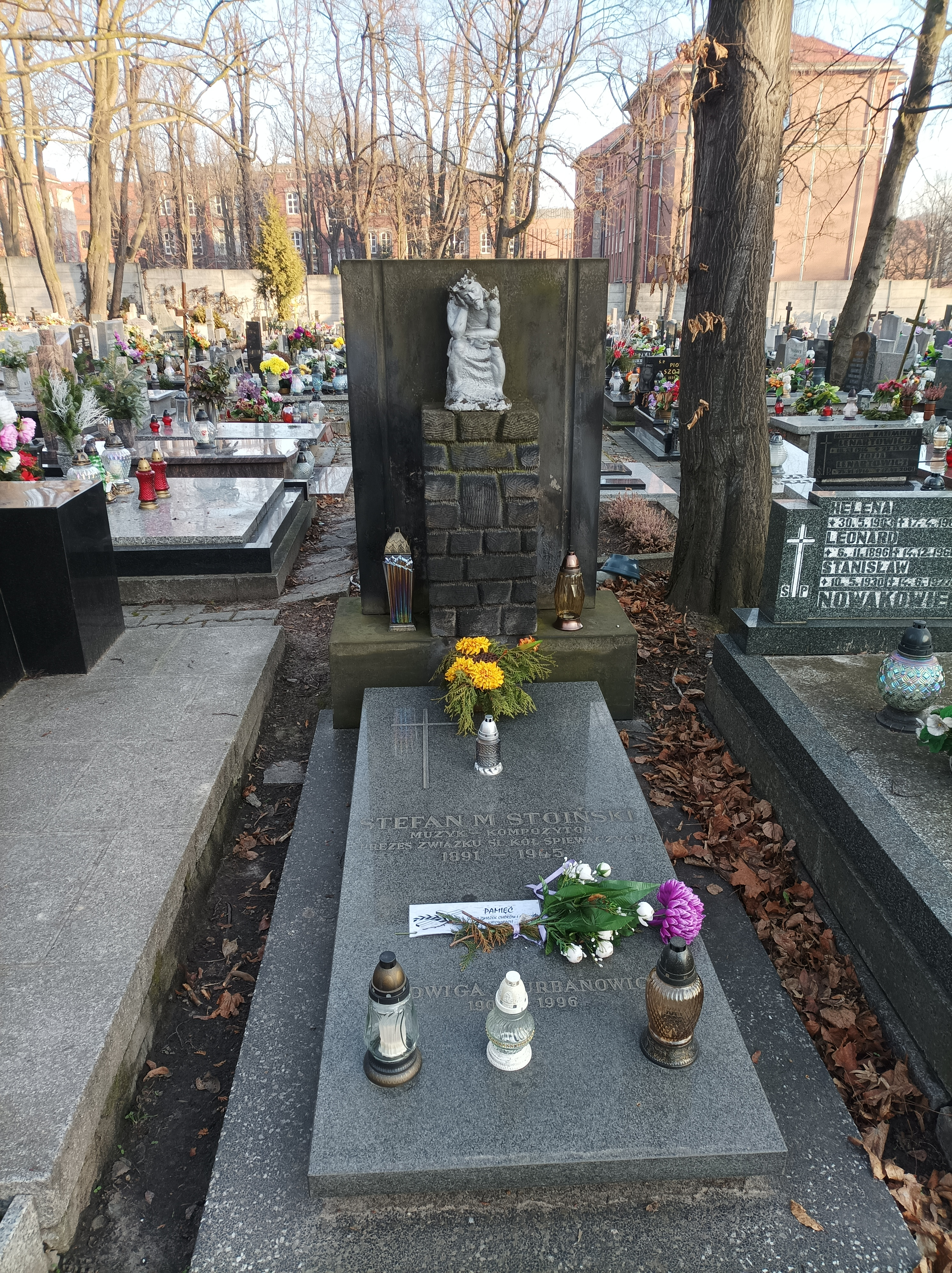
Grób Stefana Mariana Stoińskiego na cmentarzu przy ul. Francuskiej w Katowicach

Pochodził z rodziny Stanisława (zm. 1914), mistrza kołodziejskiego i kupca, założyciela i opiekuna towarzystw kulturalnych i śpiewaczych oraz amatorskich kół teatralnych w Obornikach, i Michaliny z Witkowskich. Uczęszczał do szkoły powszechnej w Obornikach. Naukę w gimnazjum rozpoczął w Rogoźnie, ukończył we Frankfurcie nad Odrą. Przez pewien czas uczył się w szkole handlowej w Bułgarii. Muzyki uczył się początkowo w Szamotułach u dyrygenta miejscowej orkiestry, następnie studiował w Konserwatorium Juliusa Sterna w Berlinie oraz prywatnie u Hugona Leichtentritta i Oscara Fleischera . W 1913 roku powraca do ziem zaboru pruskiego. Podczas I wojny światowej był muzykiem jednej z orkiestr pułku piechoty pruskiej. Po wojnie pracował w Teatrze Polskim w Poznaniu jako kierownik muzyczny. Jego istotnym sukcesem było dyrygowanie koncertem symfonicznym w Filharmonii Berlińskiej . Brał udział w Powstaniu Wielkopolskim 1919 r., był bliskim przyjacielem Wojciecha Korfantego.
W 1922 roku zamieszkał na polskiej części Górnego Śląska. Współpracował z teatrem w Sosnowcu. Był pierwszym dyrektorem Teatru Operowego w Katowicach. W 1925 założył w tym mieście polski Instytut Muzyczny . Był także pierwszym dyrektorem utworzonej w 1932 filii tego instytutu w Bielsku-Białej. Jej tradycje kontynuuje założona w 1945 roku Państwowa Ogólnokształcąca Szkoła Muzyczna I i II stopnia im. Stanisława Moniuszki. Założył i był pierwszym dyrygentem orkiestry symfonicznej w Bielsku-Białej. Doprowadził w maju 1934 roku do wykonania Stabat Mater Karola Szymanowskiego w Katowicach. Wydarzenie było wielkim sukcesem K.Szymanowskiego i jego muzyki. W 1937 roku otrzymał nagrodę muzyczną miasta Katowice w uznaniu zasług „położonych około kultury muzycznej Śląska na przestrzeni 15 lat”.
Tuż po zakończeniu okupacji Polski przez Niemców, przybył w marcu 1945 r. do nowopolskiego Bytomia, aby z polecenia władz wojewódzkich zorganizować tam szkołę muzyczną. Założył Konserwatorium Muzyczne , które mieściło się w dawnym budynku gimnazjum (obecnie jest to Ogólnokształcąca Szkoła Muzyczna) i został pierwszym dyrektorem tej szkoły. Funkcję pełnił do swojej śmierci.

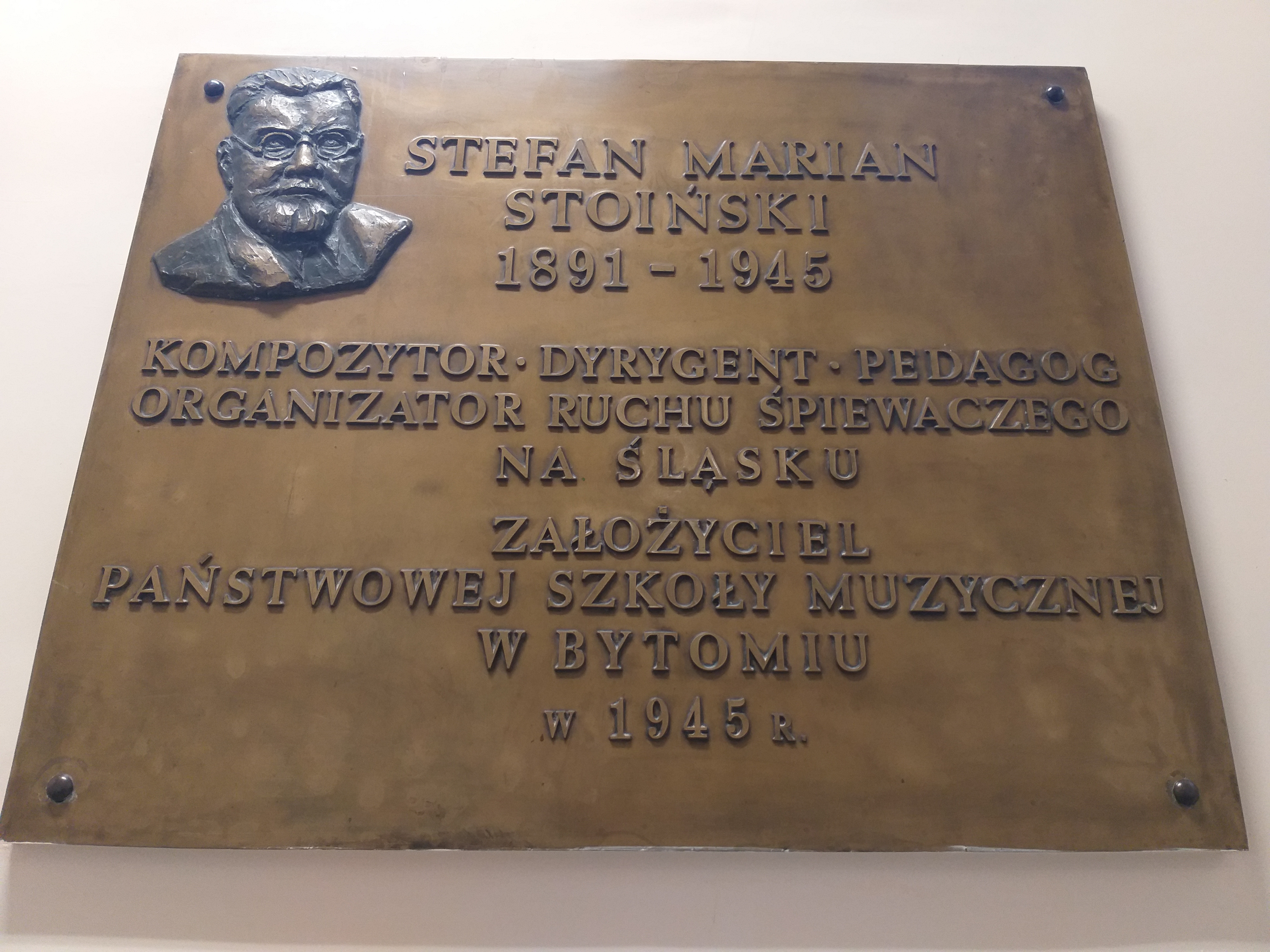
Tablica pamiątkowa w gmachu Ogólnokształcącej Szkoły Muzycznej I i II stopnia im. Fryderyka Chopina w Bytomiu

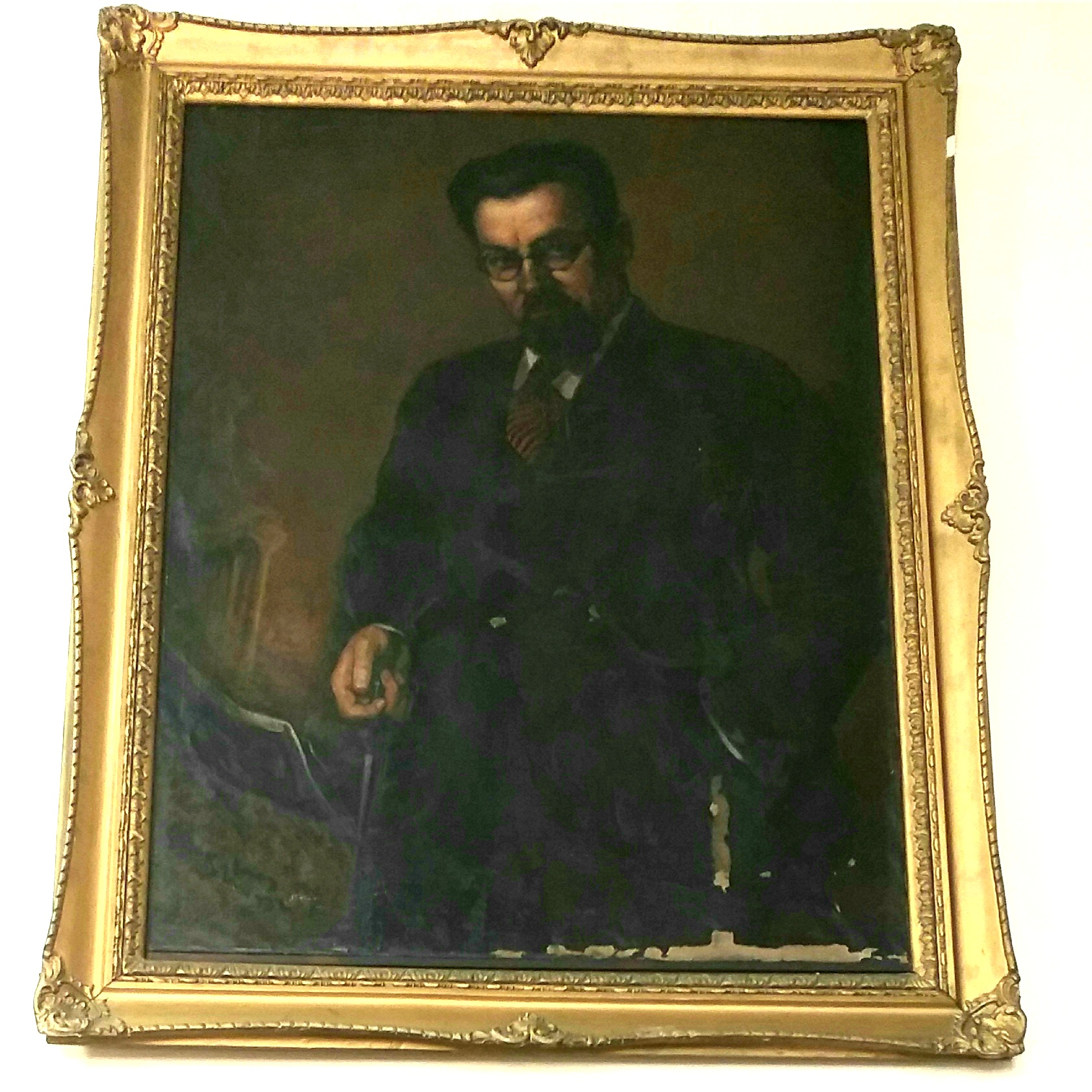
Portret pierwszego dyrektora Liceum Muzycznego w budynku szkoły muzycznej w Bytomiu

Komponował pieśni solowe, kantaty, oratoria oraz pieśni ludowe . Badał kulturę ludową i pieśni mieszkańców Żywiecczyzny, Zagłębia Dąbrowskiego i Górnego Śląska. Był autorem prac z zakresu instrumentoznawstwa, m.in. wydanej w 1938 książki Dudy żywieckie.
Był mężem Stefanii Stoińskiej.
Pochowany na cmentarzu przy ul. Francuskiej w Katowicach.

## Ordery i odznaczenia
- Złoty Krzyż Zasługi (dwukrotnie: 11 listopada 1936[4], pośmiertnie 18 stycznia 1946[5])
- Srebrny Wawrzyn Akademicki (4 listopada 1937)[6]

## Upamiętnienie
Jego imieniem zostały nazwane ulice w Poznaniu-Piątkowie, Katowicach-Ligocie, Opolu, Mysłowicach, Radzionkowie.